# 親近同寄居蟹
親近同寄居蟹（学名：Sympagurus affinis），又名相鄰同寄居蟹，为擬寄居蟹科同寄居蟹屬下的一个种。